# 凤竹
凤竹（学名：Oligostachyum hupeheuse）为禾本科少穗竹屬下的一个种。

## 扩展阅读
- 維基物種上的相關：凤竹